# Centrum Wyszkolenia Piechoty
Centrum Wyszkolenia Piechoty (CWPiech.) – ośrodek szkolenia piechoty Wojska Polskiego II RP.

## Historia
Na podstawie rozkazu wykonawczego L.dz. 3900/tj. Org. Departamentu Piechoty Ministerstwa Spraw Wojskowych z 10 października 1930 o wprowadzeniu w życie przepisu służbowego P.S. 10–50 – „Organizacja – Piechota na stopie pokojowej” utworzono Centrum Wyszkolenia Piechoty w składzie:
- komenda centrum (skład osobowy nr 39),
- kwatermistrzostwo,
- kompania administracyjna oraz
- kursy oficerskie[1].

Komendantowi centrum podporządkowano:
- baon manewrowy (1 września 1931 przemianowany na 3 Batalion Strzelców),
- dyon manewrowy artylerii (31 grudnia 1931 przemianowany na 32 Dywizjon Artylerii Lekkiej),
- pluton łączności manewrowy.

Centrum funkcjonowało w latach 1931-1939. Powstało w wyniku połączenia istniejącego od 1923 w Rembertowie Doświadczalnego Centrum Wyszkolenia (komendantem od 1929 do 1930 był płk piech. Władysław Dragat) i Centralnej Szkoły Strzelniczej funkcjonującej w Toruniu od 1922. 
W dwudziestoleciu międzywojennym było głównym ośrodkiem szkolenia oficerów wszystkich rodzajów wojsk w dziedzinie taktyki piechoty, na poziomie wyższych studiów wojskowych. Przygotowywano w nim oficerów do objęcia funkcji dowódczych od kompanii do pułku włącznie. Szkolono także kandydatów na oficerów innych rodzajów broni (tzw. szkolenie unitarne), przestrzegano bowiem zasady do 1937, że każdy oficer musi przejść szkolenie piechoty. W CWPiech istniał również kursy przygotowawcze do Wyższej Szkoły Wojennej.
W okresie od 28 listopada do 7 grudnia 1938, po zakończeniu akcji zaolziańskiej, w Centrum został przeprowadzony Kurs doskonalący dla wyższych dowódców.
W marcu 1939 w skład CWPiech. wchodziła:
- Komenda Centrum,
- Dyrekcja Nauk,
- Komisja Doświadczalna,
- Manewrowy Pluton Łączności,
- Centralna Stacja Psów Wojskowych[4].

6 grudnia 1941 w Wielkiej Brytanii zorganizowano Centrum Wyszkolenia Piechoty (ang. Polish Infantry Training Centre). Początkowo centrum znajdowało się strukturze Brygady Szkolnej I Korpusu Polskiego, a później podporządkowane zostało Dowództwu Jednostek Terytorialnych (od 20 X 1944 - Dowództwo Jednostek Wojska w Wielkiej Brytanii).

## Kadra centrum
Komendanci
- płk piech. Bruno Olbrycht (1930 - 1936)
- płk piech. Marian Turkowski (1936 - 1938)
- gen. bryg. Brunon Olbrycht (V 1938 - IX 1939)
- ppłk piech. Wincenty Kurek (do 6 VI 1942)
- ppłk piech. Czesław Rzedzicki (p.o. 6 - 30 VI 1942)
- płk dypl. Józef Englicht (od 1 VI 1942)
- płk dypl. Witold Wartha (30 XII 1942 - 27 X 1944)
- płk piech. Walenty Peszek (27 X 1944 - 1946)

Zastępcy komendanta - dyrektorzy nauk
- ppłk dypl. Marian Porwit (1930 - 1932)
- ppłk dypl. Kazimierz Burczak (1932 - 1935)
- ppłk dypl. Karol Ziemski (1935 - 1938)
- płk dypl. Bolesław Bronisław Duch (1938 - 1939)
- płk piech. Józef Kobyłecki (od 12 II 1944)

Zastępca komendanta
- ppłk piech. Walerian Wiśniewski (I 1931 - VI 1933)
- ppłk piech. Czesław Rzedzicki (1942)

Wykładowcy
- mjr dypl. Jan Kosina (1924 - 1934)
- mjr Marian Jankowski (1931-1933)
- mjr dypl. Franciszek Junker (1933 - 1935)
- ppłk piech. Alfred Konkiewicz (III 1932 – VI 1933)
- ppłk dypl. Jan Matuszek
- ppłk piech. Walenty Nowak (1931-1932)
- mjr dypl. Jerzy Orski (1934 - 1935)
- ppłk Stanisław Perko (1941 - 1944) szef saperów[5]
- ppłk piech. Walenty Peszek (1934 - 1938)
- ppłk dypl. Stanisław Sztarejko (od XI 1930)
- mjr/ppłk Ludwik Schweizer (do 6 lipca 1929)[6]
- mjr piech. Adam Wilczyński (1931 - 1932)
- mjr piech. Tadeusz Zarzycki
- kpt. dypl. Modest Żabski

### Organizacja i obsada personalna CWPiech w marcu 1939
Organizacja i obsada personalna CWPiech w marcu 1939.
Komenda Centrum
- komendant – gen. bryg. Bruno Olbrycht (→ dowódca 39 DP)
- I oficer sztabu – mjr piech. Karol Zygmunt Illg
- II oficer sztabu – kpt. adm. (piech.) Adam Tadeusz Kramarz
- oficer poligonowy – kpt. piech. Albert Teodor Holan
- naczelny lekarz medycyny – mjr lek. dr Józef Leonard Nowicki
- naczelny lekarz weterynaryjny – mjr lek. wet. dr Franciszek Niemczycki
- zastępca komendanta do spraw gospodarczych – mjr piech. Edward Wunderlich
- oficer administracyjno-materiałowy – kpt. piech. Mikołaj Bagiński
- oficer żywnościowy – chor. Stanisław Chmielewski
- oficer gospodarczy – kpt. int. Florian Czesław Wolff
- administrator koszar – kpt. adm. (piech.) Maksymilian Darmstaedter
- kierownik kancelarii – chor. Michał Wyrwicz
- dowódca kompanii gospodarczej i oficer taborowy – kpt. tab. Zygmunt Roch Paprocki
- dowódca plutonu taborowego – chor. Czesław Radliński
- odkomenderowany – mjr piech. Jan III Mazurkiewicz

Dyrekcja Nauk
- dyrektor nauk – płk dypl. piech. Bolesław Bronisław Duch (→ dowódca piechoty dywizyjnej 39 DP)
- sekretarz dyrektora nauk – kpt. adm. (piech.) Zygmunt Hipsch
- w dyspozycji dyrektora nauk – ppłk dypl. kontr. Walerian Tewzadze
- kierownik kursów taktycznych – ppłk dypl. piech. Zenon Wzacny
- kierownik kursów taktyczno-strzeleckich – ppłk piech. Otton Paweł Zieliński
- wykładowca wyszkolenia strzeleckiego i broni – mjr piech. Konrad Krajewski
- wykładowca wyszkolenia strzeleckiego i broni – mjr piech. Konrad Ludwik Rogaczewski[7]
- wykładowca wyszkolenia strzeleckiego i broni – kpt. piech. Stefan Gądzio
- wykładowca wyszkolenia strzeleckiego i broni – kpt. adm. (piech.) Aleksander Gurbiel
- wykładowca wyszkolenia strzeleckiego i broni – kpt. piech. Witold Kajetan Kucharski[a]
- wykładowca wyszkolenia strzeleckiego i broni – kpt. piech. Leopold Schönfeld
- kierownik przedmiotu taktyki broni połączonych – ppłk dypl. piech. Adam Jan Lewicki
- wykładowca – ppłk dypl. piech. Mirosław Józef Kalinka
- wykładowca – ppłk dypl. piech. Zygmunt Morozewicz
- wykładowca – ppłk dypl. piech. Tadeusz Tomasz Pawlik
- wykładowca – ppłk dypl. piech. Franciszek Florian Wąsowicz
- wykładowca – ppłk dypl. piech. Włodzimierz Wisłocki
- wykładowca – mjr dypl. piech. Tadeusz Maria Paciorkowski
- kierownik przedmiotu taktyki piechoty – ppłk piech. Kazimierz Gołkowski
- wykładowca – ppłk piech. Jan Kasztelowicz
- wykładowca – ppłk piech. Jan Korkiewicz †1940 Charków[9]
- wykładowca – ppłk piech. Ludwik Smolarz
- wykładowca – mjr piech. Michał Bartula
- wykładowca – mjr piech. Marian Jana
- wykładowca – mjr piech. Wilhelm Kiczak
- wykładowca – mjr piech. Stefan Kiełczewski
- wykładowca – mjr piech. Franciszek Kraus (→ dowódca II/205 pp † 1940 Charków)
- wykładowca – mjr piech. Rudolf Leon Mizgalewicz (→ dowódca I/154 pp)
- wykładowca – mjr piech. Józef Ratajczak (→ dowódca I/15 pp)
- wykładowca – mjr piech. Tadeusz III Zarzycki (→ dowódca III/155 pp)
- wykładowca – mjr piech. Stanisław Żwirski (→ dowódca II/3 pp Leg.)
- kierownik przedmiotu taktyki kawalerii – ppłk dypl. kaw. Aleksander Niedziński
- wykładowca – mjr kaw. Bogumił Szumski
- wykładowca – mjr kaw. Wacław Szepietowski
- kierownik przedmiotu taktyki artylerii – ppłk dypl. art. Edward Maliszewski
- wykładowca – ppłk art. Paweł II Bielecki
- wykładowca – mjr art. Władysław Garlicki
- kierownik przedmiotu taktyki broni pancernych – wakat
- wykładowca – mjr br. panc. Stanisław Edward Olszewski
- kierownik przedmiotu taktyki saperów i szef saperów – mjr sap. Stefan Piętka
- wykładowca – mjr sap. Tadeusz II Pisarski
- kierownik przedmiotu taktyki łączności – mjr łącz. Tadeusz Józef Jan Jakubowski
- wykładowca – mjr łącz. Stefan Polz
- wykładowca – kpt. łącz. Zbigniew Lipski

Komisja Doświadczalna
- kierownik komisji – mjr dypl. piech. Aleksander Dmytrak † 1940 Charków
- kierownik referatu ogólnego – mjr piech. Stanisław Kukla † 1940 Katyń
- kierownik referatu taktyki – mjr piech. Franciszek Wilkoń † 1940 Katyń
- kierownik referatu psychologicznego i filmowego – kpt. adm. (piech.) Edward Kapkowski
- personel doświadczalny broni – mjr piech. Michał Bilik
- personel doświadczalny broni – kpt. piech. Marian Karol Ludwik Freyberger
- personel doświadczalny broni – kpt. piech. Wiktor Kula
- personel doświadczalny broni – kpt. adm. (piech.) Jan Rauhut
- referent techniczny – chor. Józef Kłosiński

Manewrowy Pluton Łączności
- dowódca – por. łącz. Kazimierz Wincenty Merklejn

Centralna Stacja Psów Wojskowych
- komendant – por. łącz. Adam Franciszek Marek

### Organizacja i obsada personalna CWPiech w dniu 1 stycznia 1943
- Komenda Centrum Wyszkolenia Piechoty w Dunfermline
  - komendant - płk dypl. Witold Wartha
  - zastępca komendanta - płk dypl. Seweryn Łańcucki
- Batalion Szkolny w Auchtermuchty - płk dypl. Józef Englicht
- Batalion Zapasowy w Burntisland - płk Józef Kobyłecki (od 8 XII 1942)
- Szkoła Podchorążych Piechoty i Kawalerii Zmotoryzowanej w Auchtermuchty - mjr dypl. kaw. Stanisław Stefan Kostkiewicz
- Szkoła Gazowa - ppłk Henryk Aleksander Bazylko
- Obóz Wyszkolenia Szturmowego w Dirleton - ppłk Stanisław Stankiewicz
- Komisja Regulaminowa Piechoty w Dunfermline - ppłk dypl. piech. Albin Habina
- Sekcja Studiów w Dunfermline - płk dypl. Franciszek Demel
- Kompania Gospodarcza w Dunfermline
  - dowódca kompanii - ppłk Józef Mordarski
  - poczet dowódcy kompanii
  - zastępca dowódcy kompanii - mjr Zenon Jan Słowiński
  - pluton samochodowy
  - pluton obsługi
  - patrol sanitarny

1 stycznia 1943 stan ewidencyjny CWPiech liczył 42 oficerów, 35 podoficerów i 34 szeregowców.

### Szkoła Podchorążych Piechoty i Kawalerii Zmotoryzowanej
Komendanci
- płk Edmund Heldut-Tarnasiewicz[10]
- ppłk Kazimierz Kardaszewicz (do 28 VIII 1942)
- mjr dypl. piech. Ignacy Włostowski (od 28 VIII 1942)
- mjr dypl. kaw. Stanisław Stefan Kostkiewicz

Zastępcy komendanta
- mjr dypl. Ignacy Włostowski
- mjr dypl. kaw. Stanisław Stefan Kostkiewicz (od 6 XI 1942)

## Symbole

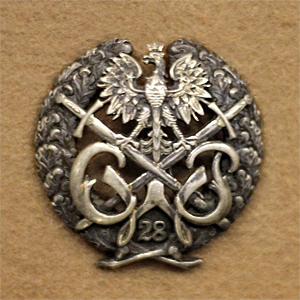
Odznaka pamiątkowa absolwenta CWPiech.

Minister spraw wojskowych rozkazem L. 3013/37 z 14 maja 1937 zatwierdził wzór i regulamin odznaki pamiątkowej Centrum Wyszkolenia Piechoty. Zgodnie z regulaminem odznakę nadawał komendant CWPiech. Prawo do otrzymania odznaki przysługiwało:
- oficerom kadry CWPiech., którzy faktycznie pełnili służbę w centrum na etatowym stanowisku co najmniej 2 lata,
- oficerom, którzy ukończyli w CWPiech. z wynikiem pomyślnym kurs unifikacyjno-doskonalący dla kapitanów i rotmistrzów,
- oficerom, którzy ukończyli z wynikiem pomyślnym kurs unifikacyjny dowódców pułków, a nie przeszli poprzednio kursu unifikacyjno-doskonalącego dla kapitanów i rotmistrzów,
- podoficerom zawodowym na stanowiskach etatowych związanych z wyszkoleniem, którzy pełnili faktycznie służbę na tych stanowiskach co najmniej 2 lata.

Prawo otrzymania odznaki przysługiwało wstecz od 29 października 1921 – od czasu utworzenia Doświadczalnego Centrum Wyszkolenia Armii. Odznakę nosiło się 4 cm. poniżej guzika lewej górnej kieszeni munduru. Na podstawie legitymacji uprawnieni nabywali odznakę wyłącznie w firmie Wł. Wyszomirski, Warszawa, Nowy Świat 37.